# جیون یون-ها
جیون یون-ها (انگلیسی: Jeoun Eun-ha؛ زادهٔ ۲۸ ژانویهٔ ۱۹۹۳) بازیکن فوتبال اهل کره جنوبی است.

وی همچنین در تیم‌های ملی فوتبال زیر ۲۰ سال و زنان کره جنوبی بازی کرده‌است.